# 翁布里亚大区
翁布里亚（義大利語：Umbria，義大利語發音：[ˈumbrja]）是意大利的一个大区，位于意大利中心，首府佩鲁贾。面积8,456平方公里——其中佩鲁贾省（Perugia）6,334平方公里；特尔尼省（Terni）2,122平方公里——是意大利面積第五小的大区，也是意大利唯一不临海也不与外国接壤的大区。与马尔凯、托斯卡纳和拉齐奥大区毗邻。人口834,210（2003年统计）。其他城市有阿西西（Assisi）、卡斯泰洛城（Città di Castello）、福利尼奥（Foligno）、古比奥（Gubbio）、诺尔恰（Norcia）、奥尔维耶托（Orvieto）、斯波莱托（Spoleto）、托迪（Todi）等。
翁布里亚一词原指于公元前6世纪时迁徙至此的翁布利人，使用翁布里亚语（与拉丁语有语源关系）。现在所指的翁布里亚不同于古罗马时期同一名称所指区域，后者包含今马尔凯北部，直至拉维娜；但不含台伯河西岸、佩鲁贾地区（属埃特鲁利亚人）和诺尔恰地区（属萨宾人）。

## 地理
翁布里亚多山和丘陵，亚平宁山脉贯穿全区，意大利第四大湖——特拉西梅诺湖（Lago Trasimeno）位于其中。全区最高点位于与马尔凯交接海拔2,476米的维托雷峰（Mt. Vettore），最低点位于台伯河谷盆地的阿提亚诺（96米）。全区植被丰富常青，自然环境优美，素有意大利的绿色心脏之称（Il Cuore Verde d'italia，意大利诗人卡尔杜齐语）。

## 历史
最早居于此地的居民当属翁布利人和埃特鲁利亚人。公元前295年在Sentino战役后被罗马人征服。在第二次布匿战争期间，汉尼拔在特拉西梅诺湖畔打败罗马大军。随后公元前40年，在马克·安东尼和屋大维的内战期间，埃特鲁利亚时期名城重镇佩鲁贾遭到毁灭。
在西罗马帝国灭亡之后，该地一直处于东哥特和拜占庭的争夺之中，而伦巴第人571年建立斯波莱多公国（Ducato di Spoleto）。8世纪，查理大帝征服了大部分该地区，后献给教宗，后者通过兼并一些小僭主的领土，在14世纪时逐渐形成教宗国直至18世纪。随着当时法国大革命席卷全欧洲，该地成为罗马共和国（1789—1799, la Repubblica Romana）的一部分，拿破仑称帝后，为拿破仑帝国（1809—1814）的属地，1860年并入意大利王国。

## 重要历史遗存
在翁布里亚国立考古博物馆（Museo archeologico nazionale dell'Umbria）和位于奥利维托的“克劳迪奥·法伊娜”博物馆（Museo Clasudio Faina）中收藏有数十件翁布里亚地区史前文物，其中最为著名的是一件出土于特拉西梅诺湖畔、取名为“特拉西梅诺的维纳斯”的石雕，可上溯至旧石器时代晚期。除此之外，还该地区还曾发掘过数个墓葬，年代从青铜时代至铁器时代。

## 经济
该地区主要经济支柱为工业、农业和旅游业。农业方面以橄榄油、葡萄酒的生产为主，工业方面则以机械、建筑材料生产为大宗。
受地理环境所限，发展速度与周围其它地区相比较缓。

## 特色节日
翁布里亚爵士节——每年7月初
欧洲巧克力节——每年10月中旬